# Jürgen Engel (Architekt)
Jürgen Engel (* 10. Juni 1954 in Düsseldorf) ist ein deutscher Architekt und Stadtplaner. Das von ihm geführte Architekturbüro KSP ENGEL, ehemals KSP Jürgen Engel Architekten, zählt zu den größten Deutschlands und realisiert Großprojekte und Kulturbauten im In- und Ausland. Zu den bedeutendsten Bauten Jürgen Engels zählen die Chinesische Nationalbibliothek in Peking, die Gedenkstätte Bergen-Belsen sowie die Große Moschee Algier, die drittgrößte Moschee der Welt.

## Leben
Jürgen Engel stammt aus Düsseldorf und lebt seit 1986 in Frankfurt am Main. Als Sohn eines Ingenieurs befasste er sich nach eigener Aussage sehr früh mit Architektur und nahm 1974 ein Architekturstudium an der Technischen Universität Braunschweig auf. Nach erfolgreich abgeschlossenem Vordiplom wechselte er zunächst an die ETH Zürich und im Anschluss an die RWTH Aachen, wo er 1980 seine Diplom-Prüfung bei Gottfried Böhm ablegte.  1980 begann er als Architekt im Kölner Büro von Erich Schneider-Wessling,  bevor er als DAAD-Stipendiat ein zweijähriges Studium am Massachusetts Institute of Technology (MIT) in Cambridge, USA absolvierte. Von 1982 bis 1986 war er als Architekt bei Schneider-Wessling Architekten in Köln tätig. 1986 wechselte er als Leiter des Frankfurter Büros zu Oswald Mathias Ungers. 1990 machte er sich in Partnerschaft im Architekturbüro KSP (damals KSP Kraemer, Sieverts & Partner) selbstständig und gründete im gleichen Jahr den Frankfurter Standort, die heute größte Niederlassung des Büros. Unter Jürgen Engel wurde „das Büro zu seiner heutigen Größe und auch internationaler Bedeutung“ geführt und erhielt ab den Wendejahren auch international viel Beachtung durch Wettbewerbsgewinne, darunter der 1. Preis für den später ebenfalls von KSP ENGEL ausgeführten Bau der Chinesischen Nationalbibliothek (Wettbewerb 2003, Fertigstellung 2008) in Peking. Mit der durch Jürgen Engel initiierten strategischen Neuausrichtung des Büros auf nationaler und internationaler Ebene folgte die Gründung weiterer Büroniederlassungen in Berlin (1995), München (2000) und Peking (2004). Gemeinsam mit dem 1991 ins Büro eingetretenen Michael Zimmermann führte Engel das Büro ab 1998 unter dem Namen KSP Engel und Zimmermann Architekten und realisierte mehrere, später vielfach ausgezeichnete Projekte wie das Hochhaus WestendDuo, Frankfurt/Main, und das Presse- und Informationsamt der Bundesregierung, Berlin.
Seit 2009 ist Engel Alleininhaber des Büros unter dem Namen KSP Jürgen Engel Architekten, 2021 umfirmiert zu KSP ENGEL. Er beschäftigt rund 300 Mitarbeiter aus ca. 40 Nationen und ist für insgesamt sieben Standorte (mit Shenzhen und Hamburg) verantwortlich.
Jürgen Engel, der selbst in Frankfurt lebt und arbeitet, prägt in seiner Wahlheimat mit seinen Hochhäusern die Frankfurter Skyline. Er versteht sich als multidisziplinärer Gestalter, der stets eine „vom Menschen her gedachte Architektur“ anstrebt. Er realisierte im nationalen und internationalen Raum neben Hochhaus-, Büro- und Gesundheitsbauten auch zahlreiche Kulturbauten. So zählen zu seinen wichtigsten Museumsbauten das Nanjing Art Museum, das Tianjin Art Museum, das Shenzhen Art Museum sowie die Gedenkstätte Bergen-Belsen.
Eines der bedeutendsten Projekte seines Büros ist die Große Moschee Algier, die im Jahr 2020 fertiggestellt wurde. Sie ist nicht nur die drittgrößte Moschee der Welt, sondern gilt auch mit ihrem 265 Meter hohen Minarett als bislang größtes Hochhaus Afrikas. Das Gebäude ziert den algerischen 1000-Dinar-Schein.

## Werke (Auswahl)
- 2020: Große Moschee Algier
- 2020: Maintor WinX, Frankfurt/Main
- 2020: GleisPark, Berlin
- 2018: SAP Eschborn
- 2018: KPMG Headquarters, Berlin
- 2018: Daimler Headquarters, Stuttgart
- 2017: Güldenoffice, Braunschweig
- 2017: Bürogebäude Vista, Frankfurt/Main
- 2017: Meixi Urban Helix, Changsha
- 2017: UPPER WEST mit Christoph Langhof, Berlin
- 2017: Deutsche Bank Campus, Frankfurt/Main
- 2016: Geldmuseum Erweiterung, Frankfurt/Main
- 2016: Hauptverwaltung Hamburg Süd, Hamburg
- 2015: HumboldtHafenEins, Berlin
- 2015: ILB Investitionsbank Brandenburg, Potsdam
- 2014: ELEMENTS, Frankfurt/Main
- 2012: Chirurgie/Dermatologie des Universitätsklinikums Ulm
- 2012: Tianjin Art Museum, Tianjin
- 2010: Jiangsu Provincial Art Museum, Nanjing
- 2010: Deutsche Börse, Eschborn
- 2009: PalaisQuartier, Frankfurt/Main
- 2009: Chinesische Nationalbibliothek, Peking
- 2007: Neuer Astra-Turm, Hamburg
- 2007: Dokumentationszentrum Bergen-Belsen
- 2006: WestendDuo, Frankfurt/Main
- 2006: Carl-Zeiss-Oberschule, Berlin-Tempelhof
- 2004: Dorma Hauptverwaltung, Ennepetal
- 2004: Theresie, München
- 2002: Bibliothek der Hochschule für Bildende Künste Braunschweig
- 2002: Philips Headquarters, Hamburg
- 2001: Presse- und Informationsamt der Bundesregierung, Berlin
- 2000: KIST Korea Institute of Science and Technology, Saarbrücken
- 1999: Servicezentrum Nassauische Sparkasse, Wiesbaden
- 1993: CTC – Crew Training Center (ESA), Köln-Porz

## Auszeichnungen

### Architekturpreise
- Shenzhen Architecture Design Prize, 1. Platz, Shenzhen Art Museum & Library, Shenzhen, 2019[10]
- ICONIC Award Innovative Architecture – Best of Best, Deutsche Bank Campus, Frankfurt/Main, 2018
- BDA-Preis Hamburg, 1. Preis, Hauptverwaltung Hamburg Süd, Hamburg, 2018
- German Design Award – Special Mention Kategorie „Interior Architecture“, ELEMENTS Eschenheimer Turm, Frankfurt/Main, 2016
- BDA Hugo-Häring Auszeichnung, Chirurgie I Dermatologie Universitätsklinikum Ulm, 2014
- Green Building Award Deutsche Börse, Eschborn, 2013
- Europäischer Architekturpreis Energie + Architektur, Anerkennung Deutsche Börse, Eschborn, 2012
- Architekturpreis Zukunft Wohnen, Neue Burg, Wolfsburg, 2012
- BDA-Preis Niedersachsen, Neue Burg, Wolfsburg, 2012[11]
- BDA-Preis Niedersachsen – Engere Wahl, Martino Katharineum-Gymnasium, Braunschweig, 2012
- Design for Asia Award – Bronze Award, Kunstmuseum der Provinz Jiangsu, Nanjing, China, 2010
- Museumspreis Niedersachsen, Gedenkstätte Bergen-Belsen, 2009[12]
- BDA-Preis Niedersachsen, Gedenkstätte Bergen-Belsen, 2009
- Niedersächsischer Staatspreis für Architektur, Gedenkstätte Bergen-Belsen, 2008[13]
- Internationaler Hochhauspreis – Sonderpreis für Nachhaltigkeit WestendDuo, Frankfurt/Main, 2008
- Auszeichnung guter Architektur in Hessen, BDA Hessen, Johann Wilhelm Lehr Plakette, Nassauische Sparkasse, Wiesbaden, 2007
- 2. Bundesdeutscher Architekturpreis Putz – 2. Preis, Presse- und Informationsamt der Bundesregierung, Berlin, 2002
- Preis Energieland Hessen, DFS Deutsche Flugsicherung, Langen, 2002
- Innovationspreis Architektur und Technik – 1. Preis, Nassauische Sparkasse, Wiesbaden, 2000
- BDA-Preis Niedersachsen, Bürohaus Mandelnstraße, Braunschweig, 2000

### Ausstellungen (Auswahl)
- 2018: Die Immer neue Altstadt – Bauen zwischen Dom und Römer seit 1900, DAM Frankfurt/Main (22. September 2018 - 12. Mai 2019)
- 2017: ARCHITECTDOCUMENTS – Learning from Algiers by KSP Jürgen Engel Architekten (KAZ im KUBA, Kassel – 10. Juni – 17. September 2017) 2017, anlässlich der documenta 14 in Kassel
- 2016: Ausstellung des Forums Architektur + Stadtmuseum Schloss Wolfsburg „Bauen und Wohnen in Wolfsburg 1960 und heute.“ (November 2016)
- 2016: Constructing Culture im designxport Hamburg / CHINA TIME
- 2015: NAX Ausstellung Paris „Contemporary Architecture. Made in Germany“ (Juli 2015)
- 2015: DAM Hochhaus-Ausstellung (8. November 2014 bis 19. April 2015)
- 2015: Constructing Culture in der Architekturgalerie München
- 2015: Constructing Culture im Bikini Berlin
- 2015: Icons of Knowledge: Architecture and Symbolism in National Libraries, Harvard University Graduate School of Design, Boston; Beitrag zur Chinesischen Nationalbibliothek, Peking (2. Februar – 22. März 2015)
- 2014: Constructing Culture, Turmcarrée Frankfurt/Main
- 2014: Architekturbiennale Venedig (kuratiert von Rem Koolhaas); Beitrag zu Deutsche Börse Eschborn
- 2012/2013: Kubus oder Kuppel: Moscheen – Perspektiven einer Bauaufgabe, Institut für Auslandsbeziehungen (ifa) ifa-Galerie Berlin 2012, Stuttgart 2013, erweitert durch das M:AI Essen 2013